# Reino de Vestfold
El reino de Vestfold es el antiguo nombre de una región histórica, antiguo reino de Noruega, que comprende actualmente la actual provincia de Vestfold. Hizo frontera con Buskerud y es un territorio con muchos islotes en la costa.

## Etimología
Vestfold es un nombre antiguo que ha sido resucitado en tiempos modernos para la región. Fold era el viejo apelativo para Oslofjord, y el significado del nombre del condado es 'la región oeste del Fold'.

## Historia
La Noruega de la Era Vikinga estuvo dividida en pequeños reinos independientes gobernados por caudillos que gobernaban los territorios, competían por la supremacía en el mar e influencia política, y buscaban alianzas o el control sobre otras familias reales, bien de forma voluntaria o forzadas. Estas circunstancias provocaron periodos turbulentos y vidas heroicas como se recoge en la saga Heimskringla del escaldo islandés Snorri Sturluson en el siglo XIII. Vestfold era uno de esos reinos independientes, en su territorio también estaba incluidos Lier, Eiker, Kongsberg y Drammen.
Se cree que Kaupang, una antigua ciudad vikinga, fue la primera villa de Noruega, aunque compite con Tønsberg (todavía existe) como la más antigua. A Kaupang también se la conoce bajo el nombre de Skiringssal (Kaupangen i Skiringssal) en los relatos del explorador del siglo IX Ohthere de Hålogaland.
Hacia el siglo X los reyes de Vestfold se consideraron la dinastía principal para liderar la unificación de Noruega. El rey y su corte residían en Sæheimr, hoy Jarlsberg Hovedgård en Tønsberg. En la granja de Haugar se celebraban los Haugathing, la asamblea (Thing) de Vestfold y uno de los principales lugares para la proclamación de los reyes. 
El clan familiar de Harald I de Noruega, según las sagas nórdicas la dinastía conocida como Hårfagreætta, procede del reino de Vestfold.